# Volwest Group
VolWest Group — інвестиційна група, що працює на ринку приватного капіталу. Заснована у 1992 році. Головний офіс знаходиться у передмісті Луцька (село Зміїнець).
На сьогодні пріоритетними інвестиційними проектами групи є торговельна мережа «Наш Край», дистрибуційна компанія «SMART Logistics» (дистрибуція ТМ «Світоч», «Конті», «Рошен»…), компанія з продажу теплового, холодильного і кліматичного обладнання «Техно Модуль», найбільший на західній Україні Спортивно Розважальний Комплекс «Адреналін Сіті», Демидівський Консервний Завод (ТМ «Щедрий кухар»), Шацький молокозавод, радіо та газета «Сім'я і Дім», піцерія «Тарантелла», вендінг компанія «Кава Груп».
Основним завданням VolWest Group є ефективне стратегічне управління бізнес-проектами.

## Проекти інвестиційної групи
Торговельна мережа «Наш Край» — національний оператор ринку рітейлу, представлений у трьох форматах: супермаркет, «магазин біля дому» та «експрес». Однією з ліній стратегії розвитку концентрація магазинів у центральному та західному регіонах. Тактичне управління мережею здійснює управляюча компанія «Наш Край ЛЦ». Перший магазин розпочав свою роботу у 2001 року.
Мережа розвиває систему франчайзингу для форматів «магазин біля дому» та «експрес». Франчайзер пропонує для франчайзі знижки, як національної мережі, на товари та обладнання, детальну консультацію щодо управління магазином, систему лояльності та маркетингову стратегію, а також навчання персоналу, бухгалтерську та юридичну консультації при необхідності і т. д. Крім того, розподільчий центр мережі «Наш край» займається доставкою продукції власної торгової марки «Наш край» у всі магазини мережі, у тому числі і у франчайзингові.
«SMART Logistics» — компанія, яка займається дистрибуцією товарів повсякденного попиту та спеціалізується на розподільчих і логістичних послугах у цій сфері, один з ключових провайдерів послуг у Західному регіоні. На сьогодні надає клієнтам повний спектр послуг зі зберігання товарів і їх складської обробки на терміналах компанії загальною площею понад 20 000 м². Компанія працює з 1992 року.
«Техно Модуль» — компанія здійснює продаж теплового, холодильного і кліматичного обладнання та їх монтаж для торгових та промислових об'єктів. Компанія працює на ринку з 2007 року.
Спортивно-розважальний комплекс «Адреналін Сіті» відкрився 8 серпня за адресою м. Луцьк, вул. Карбишева, 1. СРК «Адреналін Сіті» зручно розташований для доїзду громадським та власним транспортом. Це унікальна територія розваг, яка не має аналогів на Західній Україні.
У багатозальному кінокомплексі «Adrenalin» можна переглянути кіно у комфортабельних надсучасних кінозалах (2D, 3D та 5D зали). Екстремальні види розваг представлені картингом, пейнтболом, лазертагом, рафтингом та парапланеризмом. Для активного відпочинку в Arena City є велика кількість спортивних розваг (теніс, міні-футбол, роллінг, бадмінтон, настільний теніс, автодроми Mini-Z та Forsage й інше). Можна постріляти в Стрілецькому клубі «Січ» з вогнепальної або пневматичної зброї, або половити рибку у ставку.
Харчування забезпечує відпочинковий комплекс «Гарнізон», у якому приготують шашлик, ковбаски та свіжу рибу на вогні.
Особлива послуга для відпочивальників — організація корпоративних свят та загальних чемпіонатів з різних видів спорту.
ПП «Демидівський консервний завод» був заснований у серпні 1968 року. Основною діяльністю заводу є виробництво плодоовочевих консервів, соків, повидла, томатних соусів та м'ясних виробів. На дану продукцію здійснюється сертифікація відповідності на основі нормативно-технічної документації. Підприємство розміщено на території селища Демидівка, Рівенської області. Номінальна потужність заводу — 8 млн умовних банок на рік.
На підприємстві змонтований комплекс, який дозволяє отримати сушений продукт із фруктів, овочів, різноманітних трав і м'яса.
З липня місяця 2009 року стартував проект повноцінного кондитерського цеху, площею 765 м², де проведений євроремонт.
На території заводу змонтовані холодильні камери (овочесховища) загальною площею 450 м², об'ємом 1090 м³. Пропонує продукцію під власною торговою маркою, а також співпрацю по виготовленню продукції під Private Label. На сьогоднішній день продукція підприємства реалізується під privat Label партнера ТМ «Наш Край» (торговельна мережа «Наш Край») та ТМ «Щедрий Кухар».
ТзОВ «Кава Груп» є офіційним та ексклюзивним представником компанії «Нестле Україна» у Волинській області. Вендінговий напрямок був утворений в 2005 році на базі ТзОВ «Волвест». Діяльність компанії починалась із покриття м. Луцьк. З 2006 року розширюється територія діяльності компанії, до неї входять містах Ковель та Володимир-Волинський.
На сьогодні ТзоВ «Кава Груп» є лідером на кавовому ринку Волинської області. Компанія не тільки встановлює кавове обладнання для кав'ярень, а й надає в оренду кавомати для встановлення у супермаркетах, офісах, торгових центрах та займається продажем кави для нього.
Крім того, компанія «Кава Груп» є офіційним представником у Волинській області професійного кавового обладнання та апаратів компанії NESTLÉ — NESTLÉ PROFESSIONAL. Асортимент кавових апаратів «Кава Груп»: від професійних для ресторанів, до міні-апаратів для кіосків. Каву для обладнання компанія пропонує як розчинну, так і зернову.
Піцерія «Тарантелла» — піцерія, що пропонує найбільшу в місті піцу діаметром пів-метра, справжні італійські піци та салати, пасти та десерти.
Радіо та Газета «Сім'я і Дім» — регіональна газета та радіо.
Шацький молокозавод — виготовляє масло за ГОСТ, а також технічний казеїн на експорт.
СТО «PribaltService» — станція технічного обслуговування післягарантійних легкових автомобілів та автомобілів комерційного призначення.